# Quantilly
Quantilly ist eine französische Gemeinde mit 481 Einwohnern (Stand: 1. Januar 2022) im Département Cher in der Region Centre-Val de Loire. Sie gehört zum  Arrondissement Bourges und zum Kanton Saint-Martin-d’Auxigny. Die Einwohner werden Quantillois genannt.

## Geographie
Quantilly liegt etwa 15 Kilometer nordnordöstlich von Bourges in der Sologne. Umgeben wird Quantilly von den Nachbargemeinden Achères im Norden, Menetou-Salon im Osten, Vignoux-sous-les-Aix im Süden und Südosten, Saint-Georges-sur-Moulon im Süden und Südwesten, Saint-Martin-d’Auxigny im Westen und Südwesten sowie Saint-Palais im Westen und Nordwesten.

## Bevölkerungsentwicklung
| Jahr                      | 1962 | 1968 | 1975 | 1982 | 1990 | 1999 | 2006 | 2013 |
| Einwohner                 | 402  | 401  | 352  | 346  | 456  | 442  | 439  | 449  |
| Quelle: Cassini und INSEE |      |      |      |      |      |      |      |      |

## Sehenswürdigkeiten
- Kirche Saint-Genou aus dem 18. Jahrhundert
- Schloss Champgrand aus dem 19. Jahrhundert
- Schloss Quantilly aus dem 18. Jahrhundert